# (4231) Fireman
(4231) Fireman (1976 WD) – planetoida z pasa głównego asteroid okrążająca Słońce w ciągu 3,4 lat w średniej odległości 2,26 j.a. Odkryta 11 listopada 1976 roku.